# Myanmars riksvapen
Myanmars riksvapen är Myanmars officiella heraldiska vapen och emblem. Riksapnet visar en karta över Myanmar omgiven av blommor. De mytiska lejonen på sidorna är en vanlig symbol i burmesiskt bildspråk och står för styrka och visdom. Denna nuvarande version av statsvapnet antogs 2008.

## Tidigare statsvapen

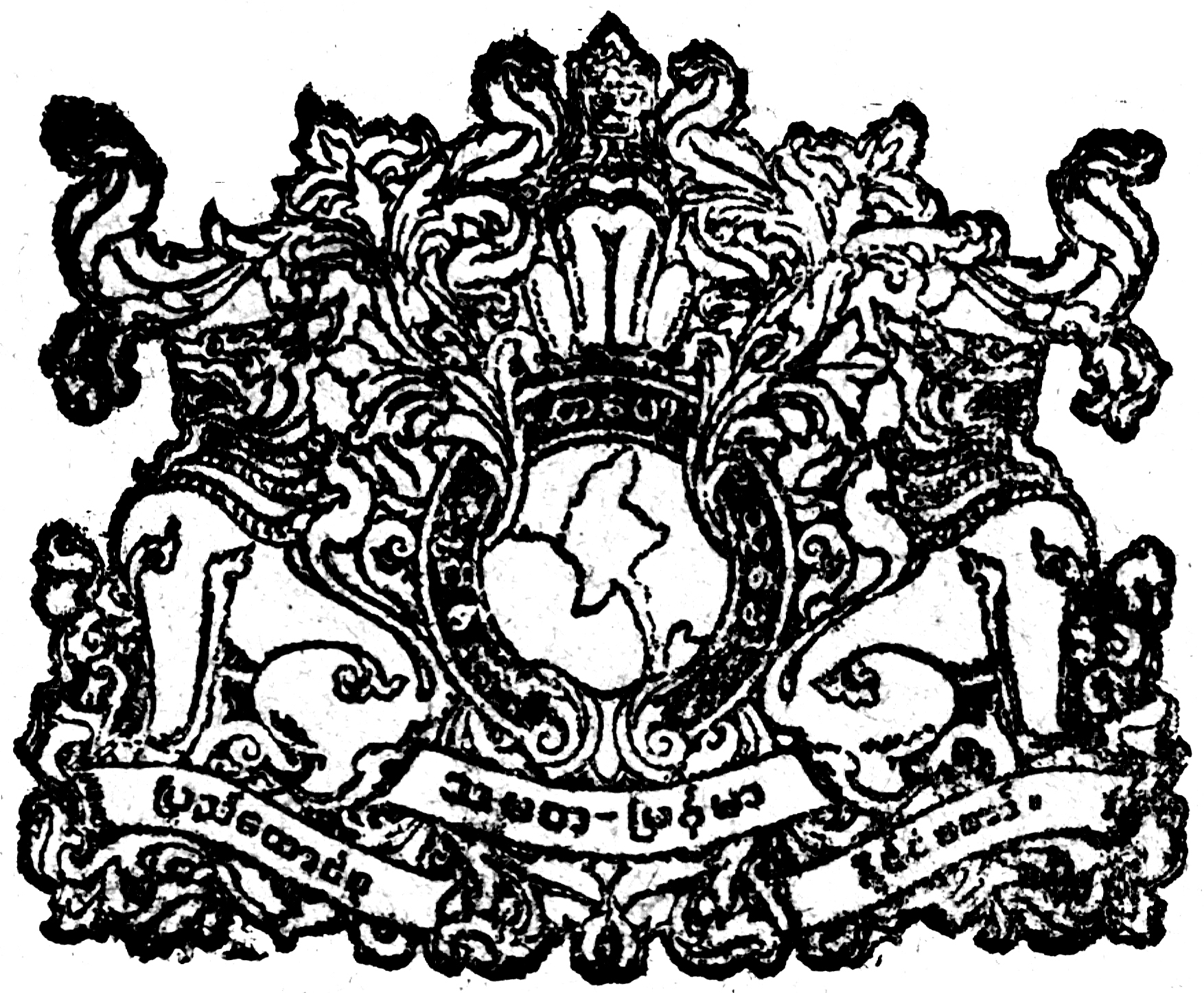
Unionen Burmas riksvapen 1948-1974
Socialistiska Republiken Unionen Burmas riksvapen 1974–1989.
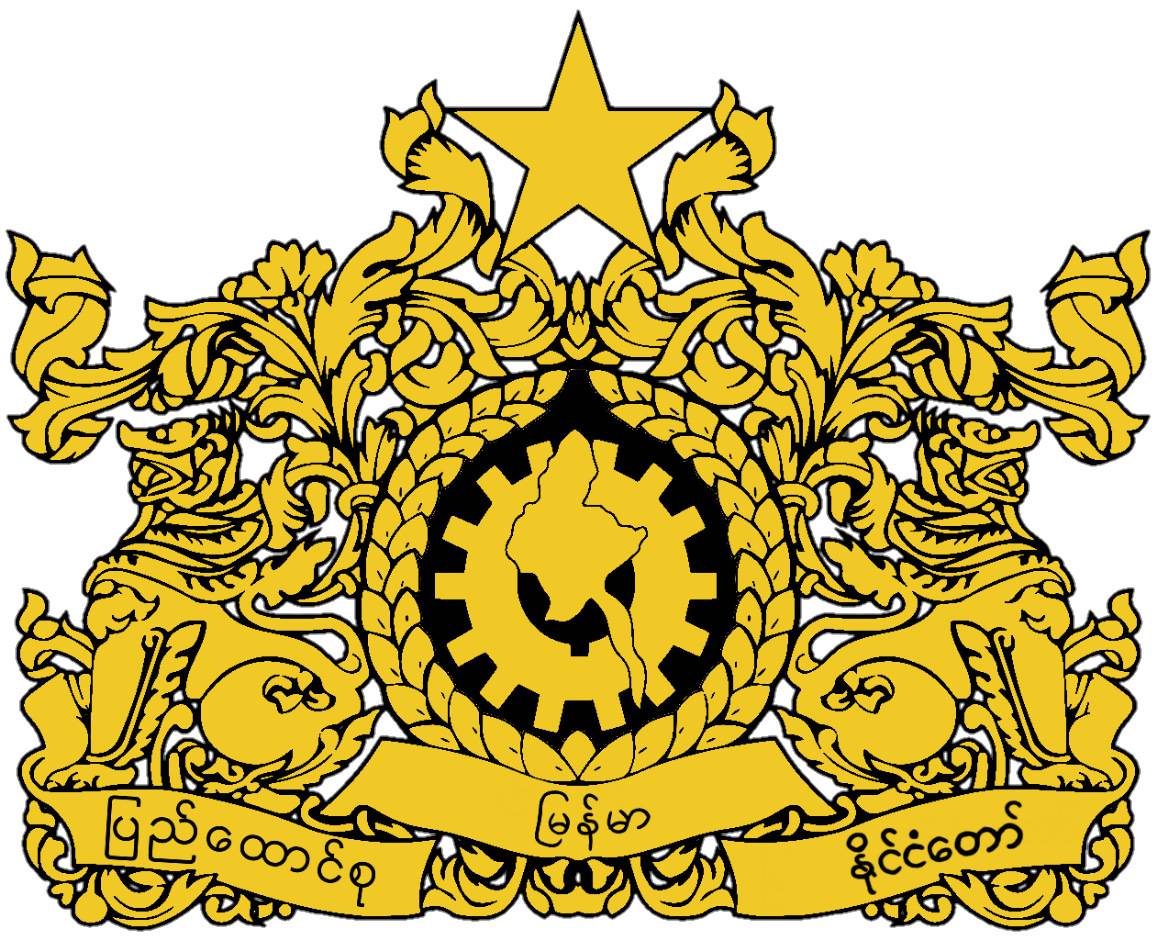
Unionen Myanmars riksvapen 1989-2010